# Plastrowanie

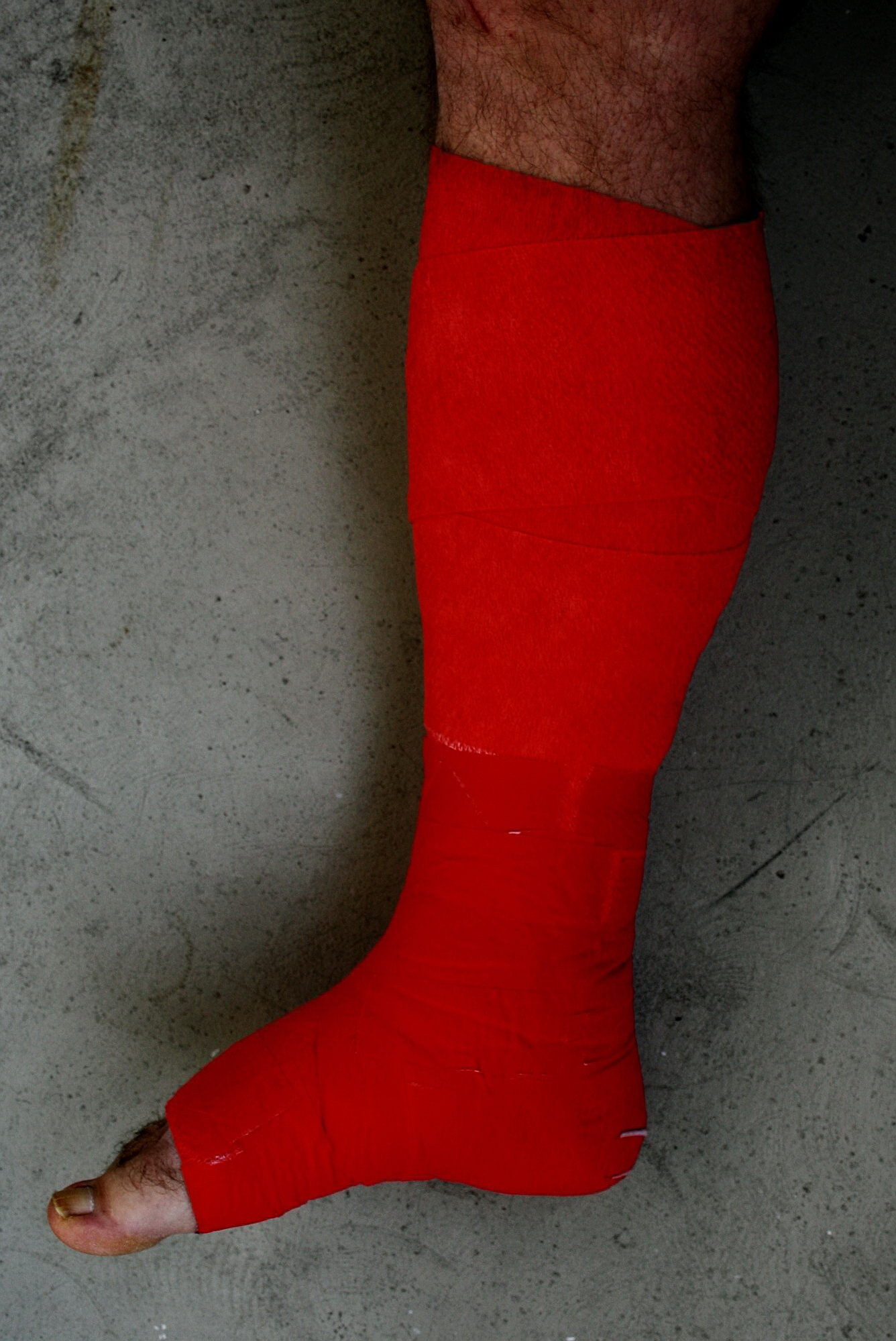

Plastrowanie (inaczej taping, nalepianie plastra) – metoda uważana za sposób leczenia poprzez aplikację na ciele nierozciągliwego lub elastycznego plastra. Nalepiony plaster ma być źródłem bodźców wyłącznie mechanicznych (nie jest nasączony żadnym lekiem) i w zależności od rodzaju, sposobu i miejsca aplikacji, ma mieć różne oddziaływanie lecznicze. Jedną z metod plastrowania jest plastrowanie dynamiczne.
Lecznicze działanie plastrowania było przedmiotem badań naukowych, jednak nie wykazano jego większej skuteczności od placebo, a jego stosowanie budzi kontrowersje. Jest on jednak wykorzystywany w fizjoterapii przeciwbólowej, ortopedycznej, sportowej, neurologicznej, pediatrycznej, pooperacyjnej, ginekologicznej, onkologicznej, a wiele firm szkoleniowych oferuje odpłatne szkolenia z tego zakresu.